# Chiang Ching-kuo
Chiang Ching-kuo (chinês tradicional: 蔣經國, chinês simplificado: 蒋经国, pinyin: Jiǎng Jīngguó) (27 de abril de 1910 — 13 de janeiro de 1988) foi um político e presidente da República da China em Taiwan.

## Vida
Filho de Chiang Kai-shek, foi militante do partido nacionalista chinês Kuomintang desde sua juventude. Nasceu na China continental, na província de Chequião. Exerceu numerosos cargos públicos na República da China, primeiro no continente e, a partir de 1950, em Taiwan. Sucedeu a seu pai no poder, depois da morte deste em 1975.
Oficialmente, foi Primeiro Ministro da República da China entre 1972 e 1978, e Presidente da República da China entre 1978 e 1988. Sob seu mandato, o governo da República da China iniciou uma série de reformas democráticas que aumentariam a participação popular na política e as liberdades individuais em Taiwan. Depois de sua morte em 1988, seu sucessor Lee Teng-hui continuou as reformas que levaram a uma democratização plena de Taiwan.